# Gato doméstico de pelaje corto
Un gato doméstico de pelaje corto es un gato de ascendencia mixta, por lo que no pertenece a ninguna raza de gato reconocida en particular, que posee un abrigo de pelaje corto. En inglés británico, a menudo se les conoce como moggies. Los gatos domésticos de pelaje corto no deben confundirse con el British Shorthair, American Shorthair u otras razas estandarizadas con nombres "Shorthair", que son razas reconocidas por varios registros. Los gatos domésticos de pelaje corto son el gato más común en los Estados Unidos, representan alrededor del 90-95% de su número. Otros términos genéricos incluyen gato doméstico y gato callejero (este último puede usarse más específicamente para referirse a individuos asilveriados). El término gato atigrado técnicamente se refiere a un patrón de pelaje, pero también se usa a menudo como un término general para gatos de este tipo. 
En el mundo de los gatos elegantes, y entre los veterinarios y las agencias de control de animales, los gatos domésticos de pelaje corto se pueden clasificar con terminología específica de la organización (a menudo en mayúscula), como 
- Pelo corto nacional [1] (DSH)
- Gato doméstico, pelaje corto (HCS),[2][3] o
- Shorthair Hogar Pet.[4]

Tal pseudo-raza se utiliza para el registro, así como para fines de clasificación de refugio/rescate. Si bien no se crían como gatos de exhibición, algunos gatos de raza mixta en realidad son de pedigrí y entran en espectáculos de gatos que tienen divisiones de "Mascotas domésticas" de raza no pura. Las reglas varían; La Fédération Internationale Féline (FIFe) permite "cualquier color de ojos, todos los colores y patrones de pelaje, cualquier longitud o textura de pelaje y cualquier longitud de cola"  (básicamente, cualquier gato sano). Otros pueden ser más restrictivos; Un ejemplo de la World Cat Federation: "Se permiten todos los colores clásicos. Se permite cualquier cantidad de blanco. Los colores chocolate y canela, así como su dilución (lila y leonado) no se reconocen en ninguna combinación (bicolor, tricolor, atigrado). El patrón puntiagudo tampoco se reconoce. La descripción de los colores se encuentra en la lista general de colores ".
Los gatos domésticos de pelaje corto se caracterizan por una amplia gama de colores y, por lo general, "regresan a su tipo" después de algunas generaciones, lo que significa que exhiben su pelaje como un gato atigrado. Esto puede ser de cualquier color o combinación de colores. También exhiben una amplia gama de características físicas y, como resultado, los gatos domésticos de pelaje corto en diferentes países tienden a verse diferentes en forma y tamaño corporal, ya que trabajan a partir de diferentes grupos de genes. Los gatos DSH en Asia tienden a tener una constitución similar a una siamesa o tonkinesa "clásica", mientras que las variedades europeas y americanas tienen una constitución más gruesa y pesada. Los gatos domésticos de raza mixta tienen una forma de vigor híbrido debido a su diverso conjunto de genes, por lo que son mucho menos vulnerables a los problemas genéticos por los cuales los gatos de raza pura deben ser cuidadosamente seleccionados. 

Dado que los gatos domésticos de pelaje corto que se crían libremente forman variedades locales distintivas en amplias áreas geográficas, han sido la base de varias razas formales recientes, como el gato común europeo (Celtic Shorthair) y el American Shorthair. 

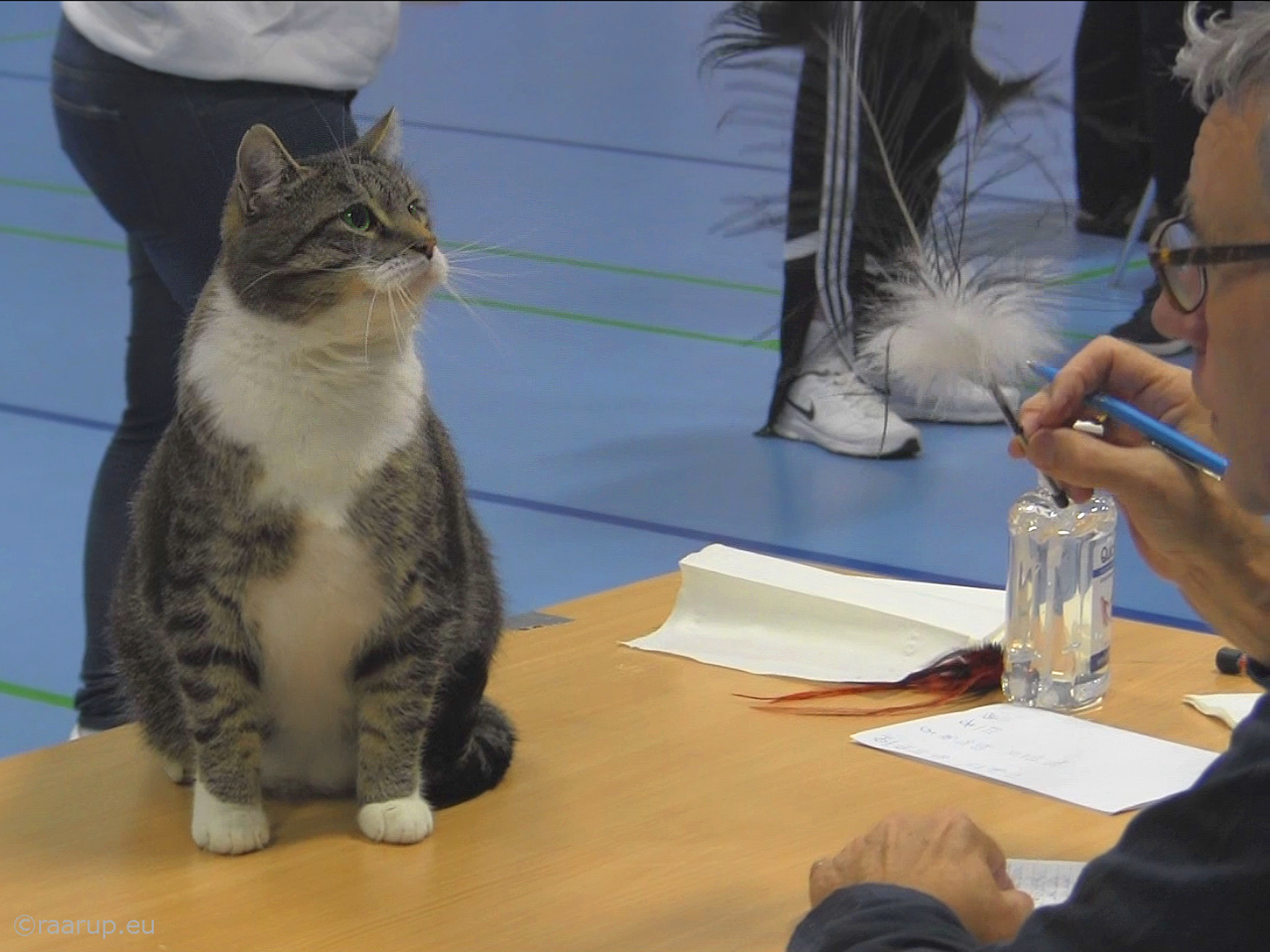
Los gatos sin pedigrí también pueden competir y ganar en exposiciones de gatos.